# Marist Fire F.C.
Marist Football Club là một câu lạc bộ bóng đá Quần đảo Solomon đến từ Honiara.
Họ giành chức vô địch Solomon Islands National Club Championship 2006–07.
Họ được quyền tham gia Oceania Club Championship 2006 tổ chức ở Auckland, New Zealand diễn ra vào tháng 5 năm 2006. Marist F.C. bị loại ở vòng bảng khi thua 10–1 ở trận mở màn trước đội sau này vô địch, AS Pirae của Tahiti, trước khi thua thêm một trận và thắng một trận.

## Danh hiệu
- Solomon Islands National Club Championship: (2)

2006, 2009.
- Honiara FA League: (0)
- Cúp bóng đá Quần đảo Solomon: (0)

## Thành tích ở các giải đấu OFC
- Giải bóng đá vô địch các câu lạc bộ châu Đại Dương: 2 lần tham gia

Thành tích tốt nhất: thứ 3 ở Bảng B 2007
2007: thứ 3 ở Bảng B
2010: thứ 4 ở Bảng B
- Oceania Club Championship: 1 lần tham gia

Thành tích tốt nhất:
2006:

## Đội hình hiện tại
Tính đến tháng 4 năm 2012

Ghi chú: Quốc kỳ chỉ đội tuyển quốc gia được xác định rõ trong điều lệ tư cách FIFA. Các cầu thủ có thể giữ hơn một quốc tịch ngoài FIFA.
| Số | VT | Quốc gia         | Cầu thủ           |
| -- | -- | ---------------- | ----------------- |
| 1  | TM | Quần đảo Solomon | Fred Hale         |
| 3  | TM | Quần đảo Solomon | Michael Kouma     |
| 5  | TM | Quần đảo Solomon | Navusu Kitu       |
| 6  | HV | Quần đảo Solomon | David Houpere     |
| 8  | HV | Quần đảo Solomon | Derol Melo        |
| 9  | HV | Quần đảo Solomon | Martin Ruhasia    |
| 10 | HV | Quần đảo Solomon | Joseph Lani       |
| 11 | HV | Quần đảo Solomon | Charlie Taniro    |
| 13 | HV | Quần đảo Solomon | Jacob Pekau       |
| 15 | HV | Quần đảo Solomon | Christanto Misiga |
| 17 | HV | Quần đảo Solomon | Simon Tova        |
| 19 | TV | Quần đảo Solomon | Michael Sira      |
| 20 | TV | Quần đảo Solomon | Michael Patiti    |

| Số | VT | Quốc gia         | Cầu thủ           |
| -- | -- | ---------------- | ----------------- |
| 20 | TV | Quần đảo Solomon | Ben Hibiscus      |
| 20 | TV | Quần đảo Solomon | Gibson Hosea      |
| 20 | TV | Quần đảo Solomon | George Lui        |
| 20 | TV | Quần đảo Solomon | Francis Saemala   |
| 20 | TV | Quần đảo Solomon | Abraham Iniga     |
| 20 | TV | Quần đảo Solomon | Michael Misitana  |
| 20 | TV | Quần đảo Solomon | Tolei Ini Kopuria |
| 20 | TV | Quần đảo Solomon | Jerry Sam         |
| 20 | TV | Quần đảo Solomon | Clifford Huta     |
| 20 | TV | Quần đảo Solomon | John Wayne        |
| 20 | TĐ | Quần đảo Solomon | Johan Doiwale     |
| 20 | TĐ | Quần đảo Solomon | Tutizama Tanito   |
| 20 | TĐ | Quần đảo Solomon | Commins Menapi    |